# 이정민의 뉴파워 FM
이정민의 뉴파워FM은 이정민 아나운서의 진행으로, 매일오전 11시~정오까지 JIBS New Power FM에서 방송했던 프로그램이다. 프로그램의 애칭은 '민뉴파'이고, 2012년부터 이정민 아나운서가 진행을 맡고 있다. 라디오 문자사연 참여는 JIBS 홈페이지와, SMS 50원 MMS 100원의 유료문자 #1015로 참여할 수 있다. 2022년 12월 4일 자로 19년만에 폐지되었다.

## 역대 진행자
- 김민경 아나운서
- 이정민 아나운서

## 매일 코너
- 일반사연&신청곡
- 오늘의 날씨 정보
- 축하사연

## 요일 코너
- 월요일 : 민총무가 쏜다!!
- 화요일 : 1,3주/ 함께 읽는 제주그림책 2,4주/ 양민숙의 라디오 북살롱
- 수요일 : 클릭JIBS
- 목요일 : 강배우의 접속 2020
- 금요일 : 추억 소환하는 여자, 김지현입니다

| JIBS New Power FM 평일 프로그램 |                       |                   |
| 이전                            | 이정민의 New Power FM | 다음              |
| 김민경의 NOW JEJU (월~금)       | 이정민의 New Power FM | 최화정의 파워타임 |
| 오전 9시 ~ 오전 11시            | 오전 11시 ~ 낮 12시   | 정오 ~ 오후 2시   |
|                                 |                       |                   |

| JIBS New Power FM 토요일 ~ 일요일 프로그램 |                       |                   |
| 이전                                       | 이정민의 New Power FM | 다음              |
| 아름다운 이 아침 김창완입니다 (토~일)      | 이정민의 New Power FM | 최화정의 파워타임 |
| 오전 9시 ~ 오전 11시                       | 오전 11시 ~ 낮 12시   | 정오 ~ 오후 2시   |
|                                            |                       |                   |